# 索尔莫里-维勒弗朗什
索尔莫里-维勒弗朗什（法語：Saulmory-Villefranche，法語發音：[solmɔʁi vilfʁɑ̃ʃ]）是法国默兹省的一个市镇，位于该省西北部，属于凡尔登区。该市镇于1819年由原市镇索尔莫里（Saulmory）和维勒弗朗什（Villefranche）合并而成。

## 地名
2017年末更名前为“索尔莫里和维勒弗朗什”（Saulmory-et-Villefranche）。

## 地理
索尔莫里-维勒弗朗什（49°26'4"N, 5°10'35"E）面积6.85 平方千米，位于法国大東部大區默兹省，该省份为法国西北部内陆省份，北与比利时接壤，西接马恩省和阿登省，南至上马恩省和孚日省，东临默尔特-摩泽尔省。
与索尔莫里-维勒弗朗什接壤的市镇（或旧市镇、城区）包括：维塞普、蒙德旺萨塞、蒙蒂尼德旺萨塞、穆宰、斯特奈。
索尔莫里-维勒弗朗什的时区为UTC+01:00、UTC+02:00（夏令时）。

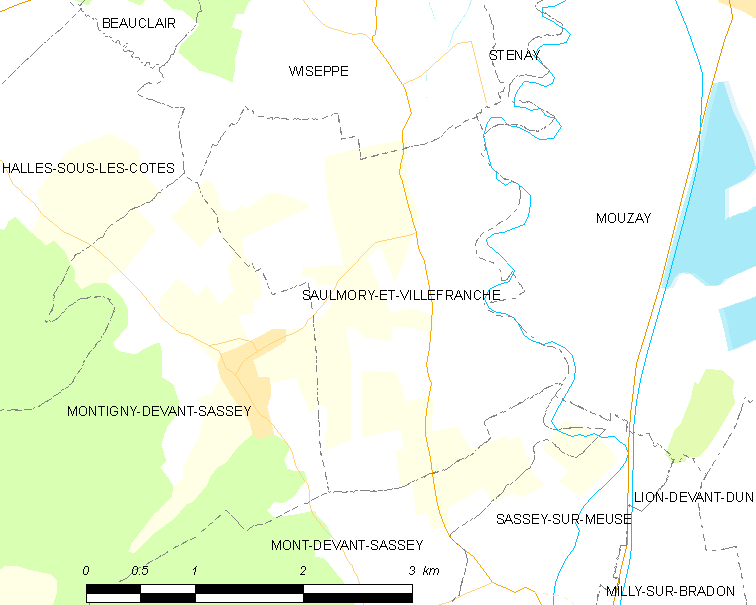
索尔莫里-维勒弗朗什的OSM定位图

## 行政
索尔莫里-维勒弗朗什的邮政编码为55110，INSEE市镇编码为55471。

## 政治
索尔莫里-维勒弗朗什所属的省级选区为斯特奈县。

## 人口

1962-2008年间索尔莫里-维勒弗朗什人口变化图示

索尔莫里-维勒弗朗什于2022年1月1日时的人口数量为82人。